# Ernst Friedel
Pour les articles homonymes, voir Friedel.
Ernst August Friedel (né le 23 juin 1837 à Berlin et mort le 10 mars 1918 dans la même ville) est un avocat administratif prussien, un homme politique local et un chercheur historique et local.

## Biographie
Ernst Friedel est le second fils de l'érudit privé Carl Gottlob Friedel, qui l'instruit également au début. Il fait ensuite ses études au lycée de Dorotheenstadt et au lycée de Friedrichswerder, qu'il quitte en 1856 avec son Abitur. Il étudie ensuite le droit, l'économie et l'économie politique, l'antiquité et l'histoire naturelle, notamment la zoologie, à l'Université Frédéric-Guillaume de Berlin.
Après avoir terminé ses études, il devient auscultateur du tribunal de chambre en 1859, évaluateur au tribunal municipal en 1864 et juge de district à la Commission du tribunal royal de l'arrondissement de Köpenick en 1869. En 1873, il rejoint le service administratif de sa ville natale comme conseiller municipal. Au fil des années, il assume diverses fonctions au sein de la police de la construction routière, de la députation des parcs et de l'office des pauvres. Il s'occupe des affaires liées aux archives, à la bibliothèque et aux musées et est président du conseil d'administration du secteur funéraire.
Il participe à la création du Viktoriapark, du parc Schiller (de), du petit jardin animalier (de) et du parc public Humboldthain, de l'Arkonaplatz (de), de la Teutoburger Platz (de) et de la Hansaplatz (de), des bibliothèques publiques et du cimetière central de Friedrichsfelde, qu'il choisit également comme lieu de repos final. Lorsqu'il prend sa retraite en 1909, il reçoit le titre honorifique d'ancien de la ville de Berlin (de). Dès 1880, il reçoit l'ordre prussien de l'Aigle rouge de 4e classe, et en 1894 il reçoit le titre honorifique de conseiller privé. Il existe une Friedelstrasse à Rixdorf (aujourd'hui Neukölln) depuis 1895. Une pièce commémorative est frappée à l'occasion de son 70e anniversaire.
Friedel publie de nombreux essais sur le droit, la politique coloniale, commerciale et économique, les études régionales, le folklore, les sciences naturelles, l'histoire de l'art et l'histoire familiale. En 1874, il devient le créateur et, jusqu'en 1906, le premier directeur du musée provincial de la Marche de Berlin. Friedel "collectionnait et faisait lui-même des recherches et partait presque tous les week-ends avec quelques personnes partageant ses idées pour des randonnées dans la Marche de Brandebourg, au cours desquelles "bien des trésors de la préhistoire ont pu être mis au jour". De 1884 à 1891, il est président de l'Association d'histoire de Berlin (de), mais en 1892, il démissionne après des conflits sur le fonctionnement de l'association.
"Il est impossible qu'un homme aussi passionné par l'étude de la région de la Marche que Friedel ait pu abandonner aussi facilement une idée déjà arrêtée. Il comprit que seule la fondation d'une association scientifique solidement organisée pourrait le conduire au but souhaité, ainsi qu'un petit cercle d'amis et de collaborateurs fidèles. Il lui restait encore le patronage du musée de la Marche pour réaliser ses projets, et c'est à ces collaborateurs de longue date, à ces compagnons permanents de ses pérégrinations, qu'il s'adresse maintenant pour établir l'association souhaitée, et le 20 mars de l'année, les statuts furent adoptés par l'assemblée, puis la fondation de la nouvelle société [ « Brandenburgia (de) » Société d'histoire locale de la province de Brandebourg à Berlin ] est achevée sur la base de ces derniers". Friedel en devient président, puis président d'honneur. Le 20 septembre 1899, Friedel se trouve à la tombe royale de Seddin (de), accompagné de gardiens du musée de la Marche. Après que le gardien de longue date Hermann Maurer ait été le premier à pénétrer dans la chambre funéraire ouverte et endommagée lors des travaux de fouille, Friedel, le gardien du district Friedrich-Wilhelm Heinemann de Perleberg et W. Pütz, technicien de l'Institut géologique d'État prussien (de) de Berlin, sécurisent les trouvailles et procèdent à un premier examen.
Friedel est également président de l'association générale des associations allemandes d'histoire et d'antiquité, membre honoraire de la Société d'anthropologie et d'archéologie de Basse-Lusace depuis 1884, président du comité de la Société berlinoise d'anthropologie, d'ethnologie et de préhistoire de 1871 à 1918 et membre de l'Association d'histoire de la Marche et de la Société berlinoise de géographie.
Son mariage avec Marie Schenk de Greifswald donne naissance à sa fille Gesa et à son fils Erwin. À sa propre demande, Friedel est enterré au cimetière central de Friedrichsfelde, qu'il a initié, dans un endroit central dans une cocarde à côté de la tombe de Julius Rodenberg. Sa tombe est rasée en 1973 mais ne refait pas surface

## Friedel et le mouvement colonial allemand
Peu de gens savent aujourd'hui que Friedel est, avec son ami Franz (Theodor) Maurer, l'un des fondateurs du mouvement colonial allemand. Friedel et Maurer se rencontrent régulièrement pour discuter de la nécessité et des possibilités d'acquisition de colonies pour la Prusse. «À cette époque, c'est-à-dire avant la guerre franco-prussienne, il existait également à Berlin une association de deux, puis de trois personnes qui s'efforçaient d'étudier de la même manière, mais en silence, les questions importantes de la colonisation et de l'émigration. Un ou deux dimanches par mois, ils se réunissaient et discutaient des sujets pour lesquels leur cœur battait et dont ils attendaient tant pour la grandeur [sic] et la prospérité de l'Allemagne. Ernst Friedel, alors assesseur ici et depuis toujours infatigablement actif pour les causes d'utilité publique, était le premier, Franz Maurer, déjà différent depuis des années, l'un des rédacteurs de la Vossische Zeitung et connu pour son travail géographique efficace, était le deuxième, et l'auteur de ces lignes les rejoignait alors en tant que troisième [Otto Kersten] »
Maurer fait en sorte que Friedel écrive occasionnellement pour le Vossische Zeitung. « Friedel a d'ailleurs le mérite ... d'être apparu en premier dans le public avec une indication précise et détaillée sur la fondation d'une colonie [à Taiwan ]. ». Friedel et Maurer sont les porte-parole d'un « groupe de géographes... qui avaient déjà promu des plans de contrôle de l'émigration et d'expansion coloniale à la fin des années 1860, également sans grande réponse. ». En 1867, Kersten (de), plus tard fondateur de l'Association centrale de géographie commerciale et de promotion des intérêts allemands à l'étranger (de), qui existe de 1879 à 1881, les a rejoints. « Un an après Sadowa, ce groupe tente en vain d'attirer l'intérêt du public et du gouvernement sur les questions coloniales par une initiative commune. Chacun d'eux annonce un projet colonial particulier dans une brochure : Ils publient chacun un livre sur un territoire d'outre-mer qui leur parait libre et propice à la colonisation. Dans son livre, Friedel propose des colonies allemandes en Asie de l'Est et dans l'océan Indien. Friedel reste lié à l'idée coloniale et rejoint également l' Association centrale de géographie commerciale fondée par Kersten en 1879 - avec le numéro de membre 147 – et devient membre de l'organisation qui lui succède, la Société coloniale allemande, mais dans les années 1870, il se concentre principalement sur la politique locale et la recherche sur l'histoire de Berlin.

## Publications
- Ueber deutsche Colonisation unter preußischer Führung (4 Teile). Dans: Vossische Zeitung. 13., 15., 18. und 19. Oktober 1865.
- Das Projekt einer preußisch-deutschen Colonie auf Formosa (2 Teile). Dans: Vossische Zeitung. 3. und 7. Februar 1865.
- Die Gründung preußisch-deutscher Colonien im Indischen und Großen Ozean mit besonderer Rücksicht auf das östliche Asien. Eichhoff, Berlin, 1867.
- Die Stein-, Bronze- und Eisenzeit in der Provinz Brandenburg. Nicolai, Berlin, 1878.
- Vorgeschichtliche Funde aus Berlin und Umgegend. Festschrift für die XI. allgemeine Versammlung der Deutschen Gesellschaft für Anthropologie, Ethnologie und Urgeschichte (= Schriften des Vereins für die Geschichte Berlins, Volume 17). Mittler in Komm. für den Verlag des Vereins für die Geschichte Berlins, Berlin, 1880, 2e édition 1881.
- Die deutsche Kaiserstadt Berlin. Stadtgeschichten, Sehens- und Wissenswerthes aus der Reichshauptstadt und deren Umgebung. Spamer, Berlin / Leipzig, 1882. Digitalisiert von der Zentral- und Landesbibliothek Berlin, 2015. URN urn:nbn:de:kobv:109-1-10263762; Nachdruck: Schacht, Berlin, 1981.
- Aus der Vorzeit der Fischerei. Vortrag. Habel, Berlin, 1884.
- Zur Geschichte der Nicolaischen Buchhandlung und des Hauses Brüderstraße 13 (de) in Berlin. Nicolai, Berlin 1891; Nachdruck in: Bernhard Fabian: Zur Geschichte der Nicolaischen Verlagsbuchhandlung. Olms, Hildesheim, 2006,  (ISBN 3-487-11956-0).
- avec Robert Mielke (de), Landeskunde der Provinz Brandenburg. 5 Volumes nebst 1 Uebersichtskarte der Provinz Brandenburg (Volume 5 nie erschienen). D. Reimer, Berlin, 1909–1916.